# Берлінгтон (Кентуккі)
Берлінгтон (англ. Burlington) — переписна місцевість (CDP) в США, в окрузі Бун штату Кентуккі. Населення — 17 318 осіб (2020).

## Географія
Берлінгтон розташований за координатами 39°1′20″ пн. ш. 84°43′18″ зх. д. / 39.02222° пн. ш. 84.72167° зх. д. (39.022231, -84.721563).  За даними Бюро перепису населення США в 2010 році переписна місцевість мала площу 22,89 км², уся площа — суходіл.

## Демографія
Згідно з переписом 2010 року, у переписній місцевості мешкало 15 926 осіб у 5569 домогосподарствах у складі 4173 родин. Густота населення становила 696 осіб/км².  Було 5953 помешкання (260/км²).
Расовий склад населення:
| - 93,0 % — білих - 2,8 % — чорних або афроамериканців - 1,1 % — азіатів - 0,3 % — корінних американців - 0,1 % — вихідців з тихоокеанських островів |

До двох чи більше рас належало 1,8 %. Частка іспаномовних становила 3,0 % від усіх жителів.
За віковим діапазоном населення розподілялося таким чином: 29,1 % — особи молодші 18 років, 63,2 % — особи у віці 18—64 років, 7,7 % — особи у віці 65 років та старші. Медіана віку мешканця становила 33,5 року. На 100 осіб жіночої статі у переписній місцевості припадало 101,1 чоловіків;  на 100 жінок у віці від 18 років та старших — 100,0 чоловіків також старших 18 років.
Середній дохід на одне домашнє господарство  становив 77 604 долари США (медіана — 69 932), а середній дохід на одну сім'ю — 83 916 доларів (медіана — 76 140). Медіана доходів становила 53 929 доларів для чоловіків та 42 067 доларів для жінок. За межею бідності перебувало 8,0 % осіб, у тому числі 10,5 % дітей у віці до 18 років та 3,5 % осіб у віці 65 років та старших.
Цивільне працевлаштоване населення становило 8515 осіб. Основні галузі зайнятості: освіта, охорона здоров'я та соціальна допомога — 18,2 %, роздрібна торгівля — 16,8 %, виробництво — 11,0 %, мистецтво, розваги та відпочинок — 10,1 %.